# اندیس ایجو (۲)
ایجو(۲) یک اندیس فلزی است که در حوالی شهر دهج استان کرمان قرار دارد و مادهٔ معدنی موجود در آن، مولیبدنیت است.  